# Polyalthia praeflorens
Polyalthia praeflorens este o specie de plante din genul Polyalthia, familia Annonaceae, descrisă de Nguyên Tiên Bân. Conform Catalogue of Life specia Polyalthia praeflorens nu are subspecii cunoscute.